# 24–25 Market Street (Haddington)

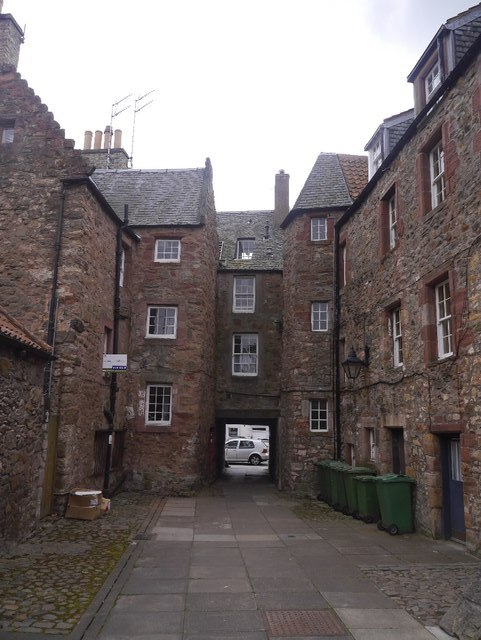
Gebäuderückseite; Mitchell’s Close mündet in dem Torweg.

Unter der Adresse 24–25 Market Street in der schottischen Stadt Haddington in der Council Area East Lothian befindet sich ein Wohn- und Geschäftsgebäude. 1971 wurde das Bauwerk in die schottischen Denkmallisten in der höchsten Kategorie A aufgenommen.

## Beschreibung
Das Gebäude liegt direkt an der Market Street, der Hauptstraße der Stadt, im Zentrum von Haddington unweit des Rathauses. Es wurde im Laufe des 17. Jahrhunderts errichtet. Das genaue Baujahr ist nicht verzeichnet. Mitte des 18. Jahrhunderts wurde die straßenseitige Fassade umfassend überarbeitet. Inmitten eines in geschlossener Bauweise erbauten Straßenzuges liegend, besitzt das Haus zwei direkte Nachbargebäude, von denen das westlich gelegene 26–27 Market Street ebenfalls als Denkmal der Kategorie A klassifiziert ist.
Zur Errichtung des dreistöckigen Gebäudes wurde Bruchstein grob zu Quadern behauen und zu einem Schichtenmauerwerk verlegt, das in den Obergeschossen frei liegt. Ebenerdig ist ein Ladengeschäft eingerichtet, während die Obergeschosse als Wohnraum dienen. Die südexponierte Frontseite ist in den oberen Geschossen vier Achsen weit. Im Erdgeschoss befinden sich rechts die Geschäftsräume mit Eingangstüre und flächigen Schaufenstern. Links davon ist die Eingangstüre zum Gebäude eingelassen; daneben ein Torweg auf die Stichgasse Mitchell’s Close. Das Gebäude besitzt einen L-förmigen Grundriss, wobei ein Schenkel rückwärtig nach Norden weist. Im Gebäudeinnenwinkel befindet sich ein überdachter Treppenaufgang. Das Dach des Anbaus ist mit Staffelgiebel gestaltet. Die Dächer sind mit Schiefer eingedeckt.